# Clinohelea nubifera
Clinohelea nubifera är en tvåvingeart som först beskrevs av Daniel William Coquillett 1905.  Clinohelea nubifera ingår i släktet Clinohelea och familjen svidknott. Inga underarter finns listade i Catalogue of Life.